# Esper Esperovitch Oukhtomski
Pour les articles homonymes, voir Oukhtomski.
Esper Esperovitch Oukhtomski (en russe : Эспер Эсперович Ухтомский, translittération ISO 9 (version de 1995) : Èsper Èsperovič Uhtomskij, transcription traditionnelle en français : Esper Esperovitch Oukhtomski) également appelé prince Oukhtomski, né le 14 août 1861 du calendrier julien (correspondant au 26 août 1861), près du Palais d'Oranienbaum et décédé le 26 novembre 1921 est un poète, éditeur et orientaliste russe. Il a été directeur des Nouvelles pétersbourgeoises, directeur de la Banque russo-chinoise et maître d'œuvre du Transsibérien.
Il est l'ami du tsar Nicolas II.

## Biographie
Né près du Palais d'Ornienbaum en août 1861, sa famille descend des Riourikides qui ont été des boyards moyennement importants de la période de la Grande-principauté de Moscou.
Son père, Esper Alekseevich Ukhtomsky a été officier de la marine impériale russe, pendant la Guerre de Crimée et était présent pendant le Siège de Sébastopol (1854-1855). Il fonde une compagnie commerciale de navires à vapeur opérant entre Saint-Pétersbourg, l'Inde et la Chine. Il mourut lorsque Esper Esperovitch était âgé de sept ans.
Sa mère, Evguenia (Jenny) Alekseïevna Greig, est une descendante de la famille Greig, une longue lignée d'amiraux d'origine écossaise, parmi lesquels on peut citer Samuel et Alexis Greig.
Un proche parent d'Esper Esperovitch, Pavel Petrovitch Oukhtomski (en), servit en tant que vice-amiral de l’escadre du Pacifique pendant la guerre russo-japonaise.

## Manifeste asiatiste

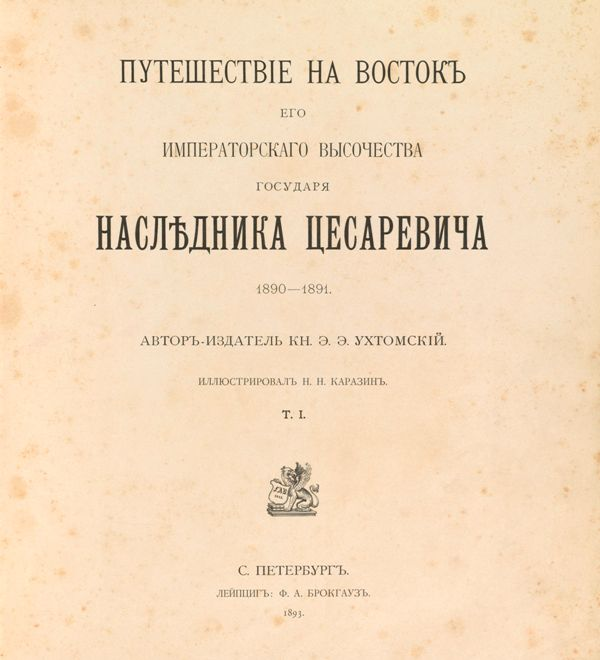
Voyage du Tsarévitch en Orient 1890-1891

Esper Oukhtomski accompagne, en 1890-1891, le jeune tsarévitch Nicolas II dans son Grand Tour asiatique. Ce voyage sera  suivi en 1897 par la publication du Voyage en Orient de Son Altesse impériale le Tsarévitch en 1890-1891. Cet ouvrage est supervisé par Nicolas II et est traduit en anglais, français, allemand, chinois. C'est une prise de conscience du lien de la Russie avec l'Asie et des obligations qui en découlent.  Le texte est tourné vers l'avenir et prévoit le rôle de la Russie à l'aube du XXe siècle : « ...elle (la Russie) comprendra de plus en plus qu'elle représente l'Orient renouvelé. Les Asiatiques, ses voisins, même les Chinois et les Hindous, ont plus d'intérêts communs avec elle, plus de sympathie qu'avec des colonisateurs du type purement européen ».
Oukhtomski condamnait l'occidentalisme et les adversaires de l'expansionnisme. L'avenir de la Russie se trouve pour lui en Orient. Son essai est saturé de symboles réunis pour la première fois mettant en valeur les liens avec le monde iranien, turc, indien, le mythe du tsar blanc hérité des conquérants asiatiques. Ce mythe est développé par Oukhtomski dans son ouvrage :Des évènements en Chine. Sur les relations de l'Occident et de la Russie avec l'Orient. D'après celui-ci le tsar est l'émanation du roi vingtième souverain qui régnait sur le domaine mystique du Shambhala. La mythologie indo-européenne lui servait de justification à la colonisation russe. Il a visité de nombreux monastères lamaïque durant son voyage et prend la défense de la hiérarchie bouddhiste, condamnant la russification. La proximité ethnique entre Indiens et Russes était pour Oukhyomski évidente. Son asiatisme révélait  la nouvelle attirance de l'élite russe pour le monde bouddhiste. 
C'est Oukhtomski qui introduit à la cour du tsar le Bouriate Agvan Dorjiev moine bouddhiste  (en 1900) et le Kalmouk Piotr Badmaïev (en 1893).

## Autres orthographes de son nom
- Hespère Oukhtomsky[8]
- Hespère Oukhtomskîi[8]
- Ésper Ésperovich Ukhtomskīĭ : forme internationale[8]
- Ėsper Ėsperovič Uchtomskij : translittération ISO 9 (version ISO/R 9 de 1968)
- Ésper Ésperovich Uchtomskij[8]

## Œuvres

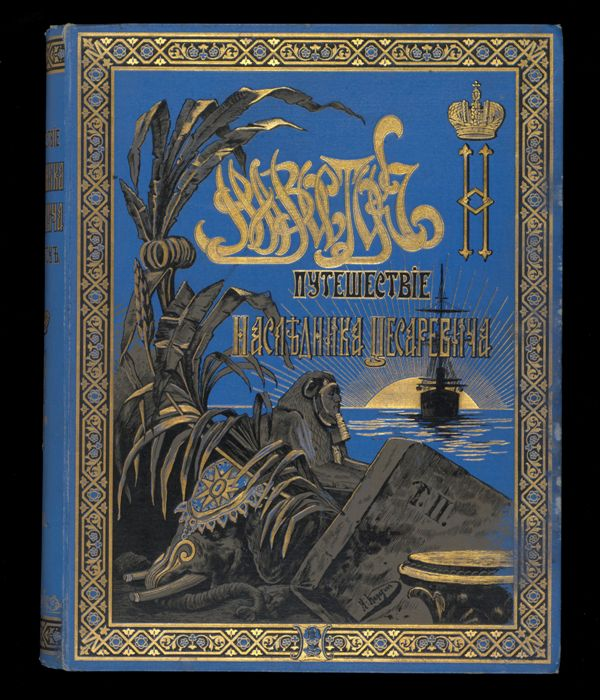
Путешествия на Восток, livre d'Esper Oukhtomski

- (ru) От Калмыцкой степи до Бухары, СПб,‎ 1891. (De la steppe kalmouk à Boukhara)
- (ru) О состоянии миссионерского вопроса в Забайкалье, СПб,‎ 1892, 48 p.
- (ru) К событиям в Китае. Об отношениях Запада и России к Востоку, СПб,‎ 1900, 87 p. (lire en ligne)
- (ru) Из китайских писем, СПб,‎ 1901, 31 p. (lire en ligne)
- (ru) Из области ламаизма. К походу англичан на Тибет, СПб,‎ 1904, 129 p. (lire en ligne) (книга, в частности обнаруженная в Яснополянской Библиотеке Л. Н. Толстого)
- (ru) Из путевых заметок и воспоминаний, СПб,‎ 1904
- (ru) Перед грозным будущим. К русско-японскому столкновению, СПб,‎ 1904, 28 p.
- (ru) В туманах седой старины. К варяжскому вопросу. Англо-русская связь в дальние века, СПб,‎ 1907, 41 p.
- (ru) Путешествие на Восток Его Императорского Высочества Государя Наследника Цесаревича. 1890—1891/ Voyage en Orient de Son Altesse impériale le Tsarévitch en 1890-1891. Автор-издатель Э. Э. Ухтомский. Иллюстрировал Н. Н. Каразин, t. I, СПб.-Лейпциг, Ф. А. Брокгауз,,‎ 1893,  tome II, Лейпциг, Ф. А. Брокгауз, 1895 ; Tome III. 1897.
  - Traduction en allemand (de) Albert Grünwedel, Mythologie des Buddhismus in Tibet und der Mongolei. Führer durch die lamaistische sammlung des fürsten E. Uchtomskij, Leipzig, F.A. Brockhaus, 1900 (OCLC 6844141, lire en ligne)
  - Traduction en français : Albert Grünwedel (trad. Ivan Goldschmidt, préf. prince Oukhtomsky), Mythologie du buddhisme au Tibet et en Mongolie : basée sur la collection lamaïque du prince Oukhtomsky, Paris, E. Leroux, 1900 (OCLC 763352625, BNF 32178036)